# イゴール・オムルチェン
イゴール・オムルチェン（Igor Omrčen, 1980年9月26日 - ）は、クロアチア・スプリト出身の男子バレーボール選手。ポジションはオポジット。クロアチア代表。

## 来歴
1995年、クロアチアリーグのムラドスト・カシュテラへ入団。2000年にイタリア・セリエAのクーネオへ移籍し、ミドルブロッカーとしてキャリアを積むとともに、クロアチア代表に選出され、クロアチアにとって初の三大大会である2002年世界選手権にオポジットとして出場した。
2003年、経営難のパルマのオポジットに招かれたものの、翌年パルマの廃部によりクーネオのミドルブロッカーへ復帰。2007年、マチェラータから去ったセルビア代表・イバン・ミリュコビッチの後任オポジットに就任し、クラブのキャプテンとしてコッパ・イタリア連覇（2008年、2009年）へと導いた。また、カタールのアル・アラビ・ドーハにレンタルされ、2009年5月と6月のカップ優勝に貢献した。
2012年、JTサンダーズに移籍する。JTはその前シーズン下位に低迷したことからオムルチェンには新たな得点源として、また各クラブでキャプテン経験もあることからチーム統率力も期待された。ただイゴールの存在がチームの結果として結びついたのは2013年ヴェセリン・ヴコヴィッチが監督に就任して以降のことである。越川優とともにチームを牽引しチームを10年ぶりに優勝決定戦に導いた。同シーズン終了後、契約満了に伴い退団する。2014年9月、同じプレミアリーグの豊田合成トレフェルサに移籍した。2015/16シーズンにおいて、豊田合成初優勝の原動力となり、自らもMVP・ベスト6・得点王・サーブ賞を獲得した。
一方でナショナルチームにおいてもキャプテンとしてチームを牽引し、欧州リーグでは2004年、2006年大会でベストスコアラー賞を獲得。2度の欧州選手権（2005年、2007年）出場の他、2008年北京オリンピック・欧州予選にも出場した。

## 球歴
- 世界選手権 - 2002年（19位）
- 欧州選手権 - 2005年（8位）、2007年（14位）

## 所属クラブ
- ムラドスト・カシュテラ （1995-2000年）
- ピエモンテ・バレー （2000-2003年）
- パッラヴォーロ・パルマ （2003-2004年）
- ピエモンテ・バレー （2004-2007年）
- ルーベ・マチェラータ （2007-2012年）
  - → アル・アラビ・ドーハ (バレーボール)（英語版） （2008年、2009年）
- JTサンダーズ （2012-2014年）
- 豊田合成トレフェルサ （2014-2019年）
- OKスプリト（2019-2024年）

## 受賞歴
- 2015年 - 2014/15Vプレミアリーグ 得点王[9]
- 2016年 - 2015/16Vプレミアリーグ MVP、ベスト6、得点王、サーブ賞

## ギャラリー

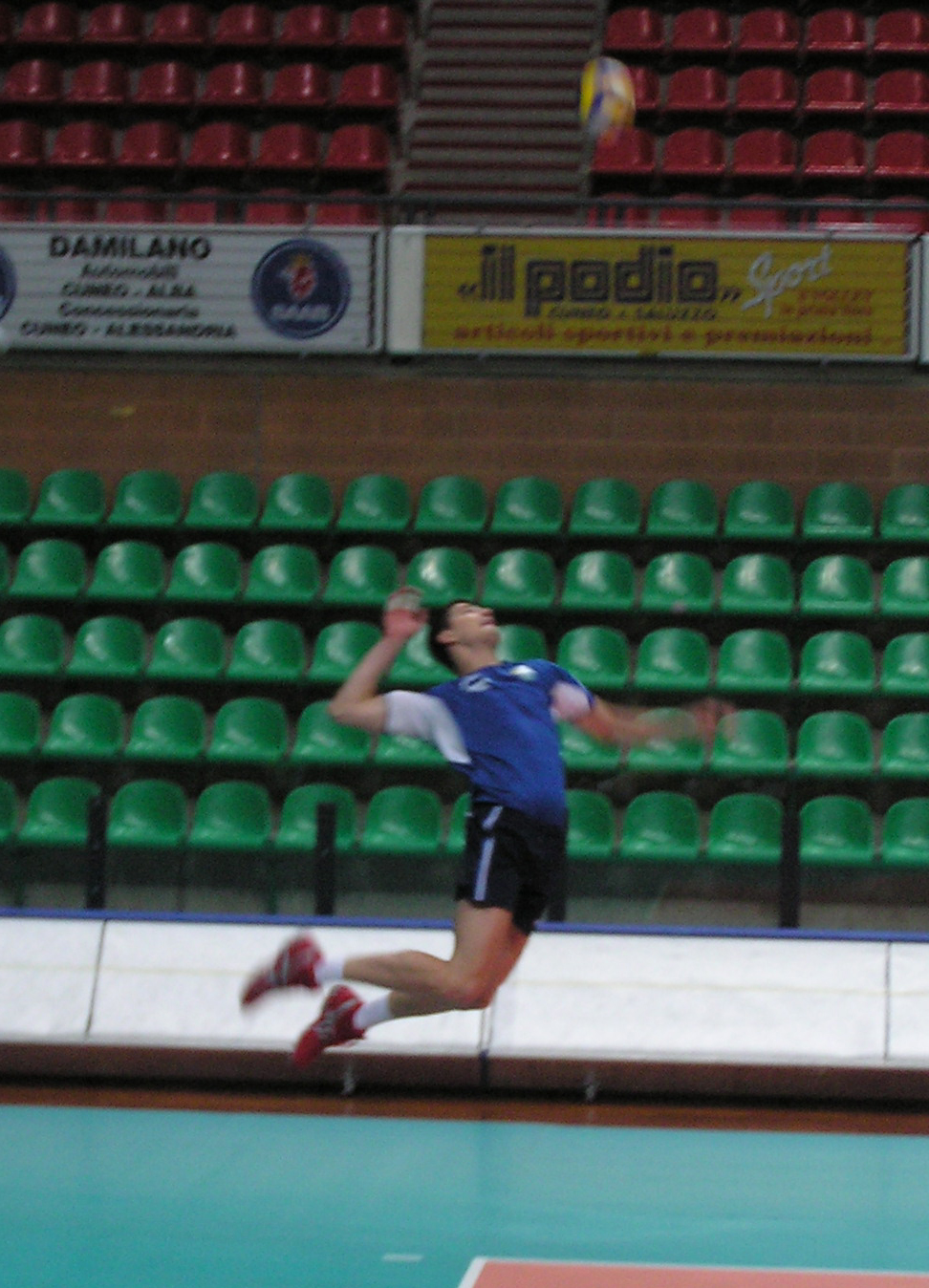
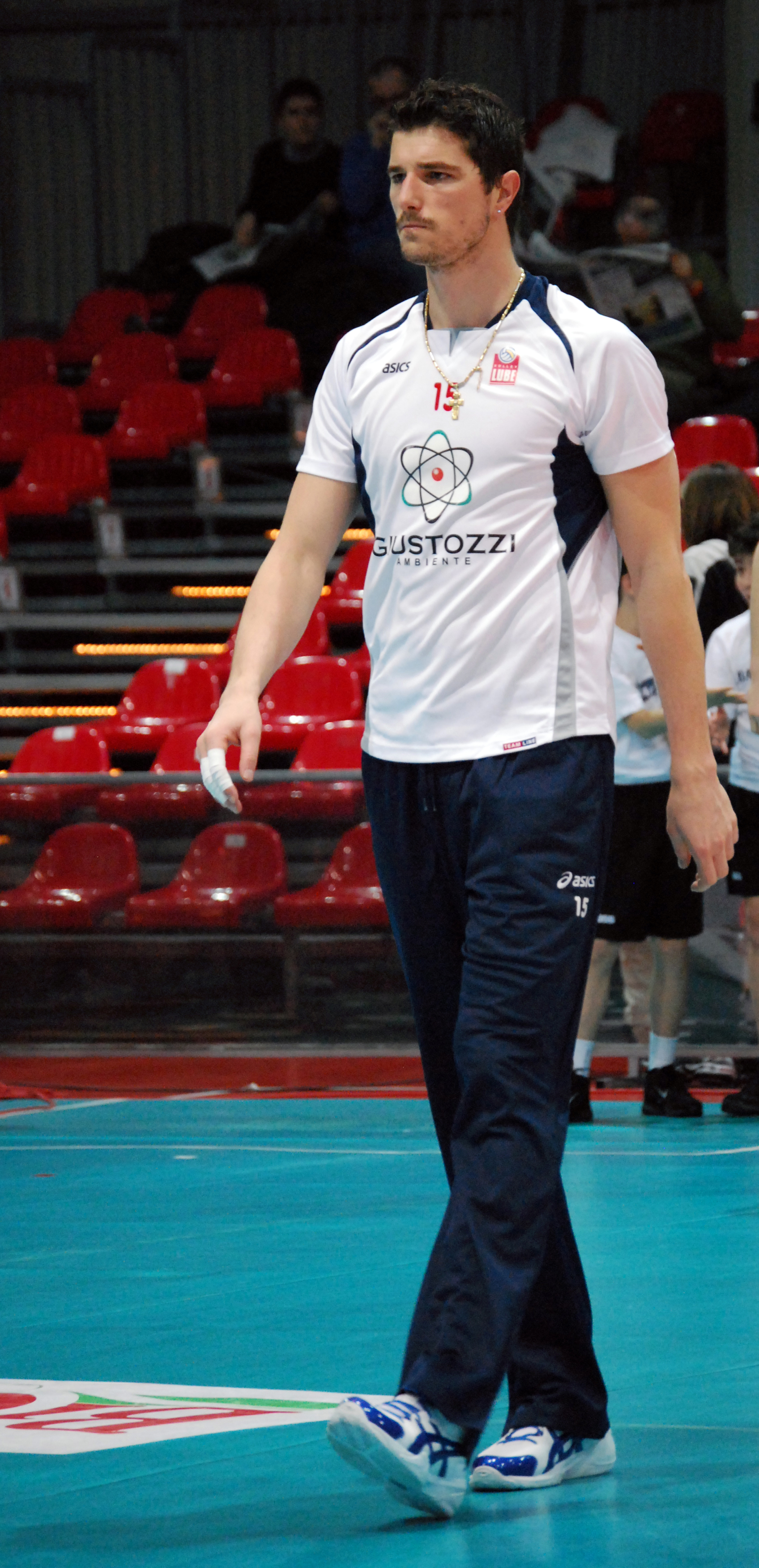
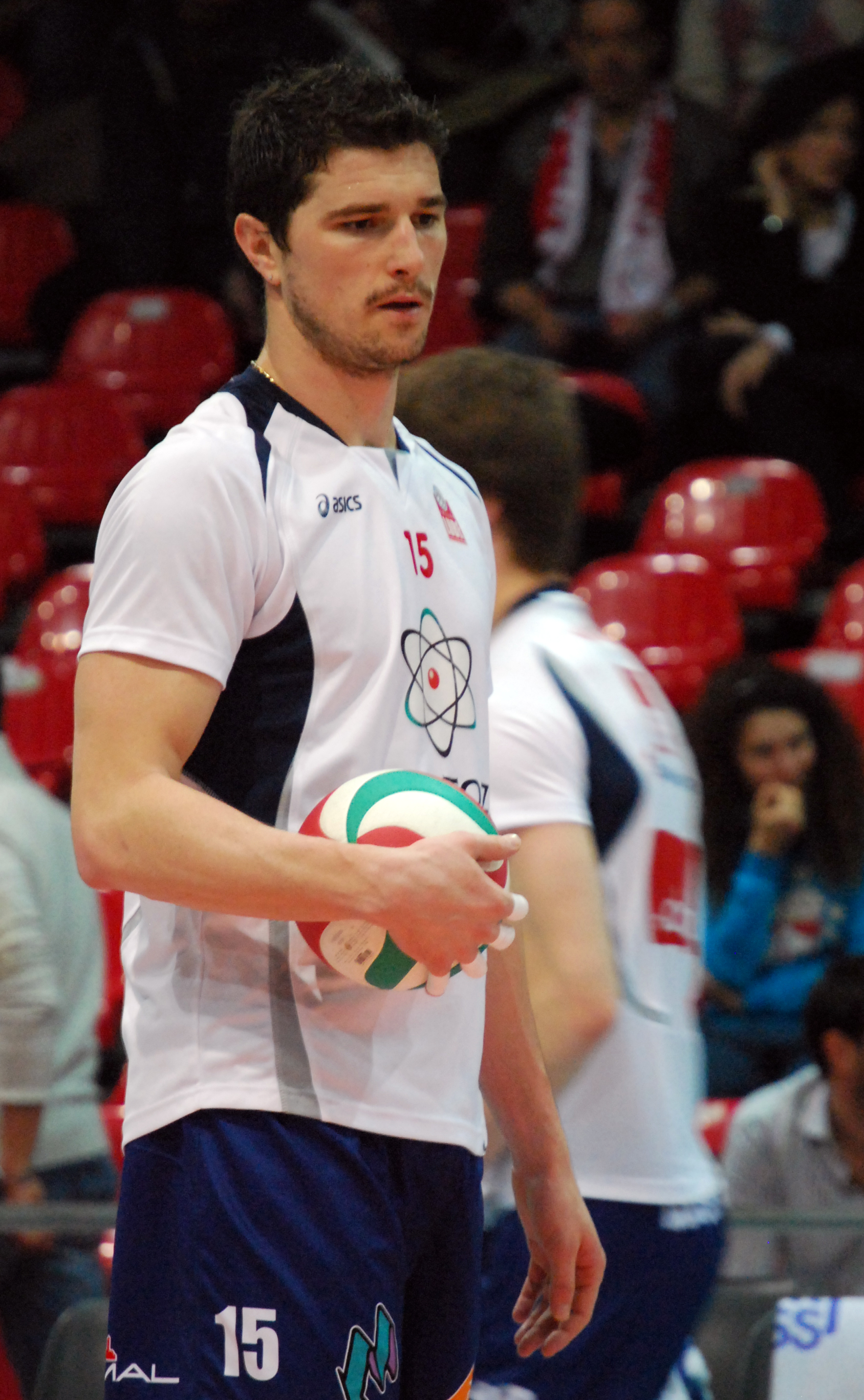
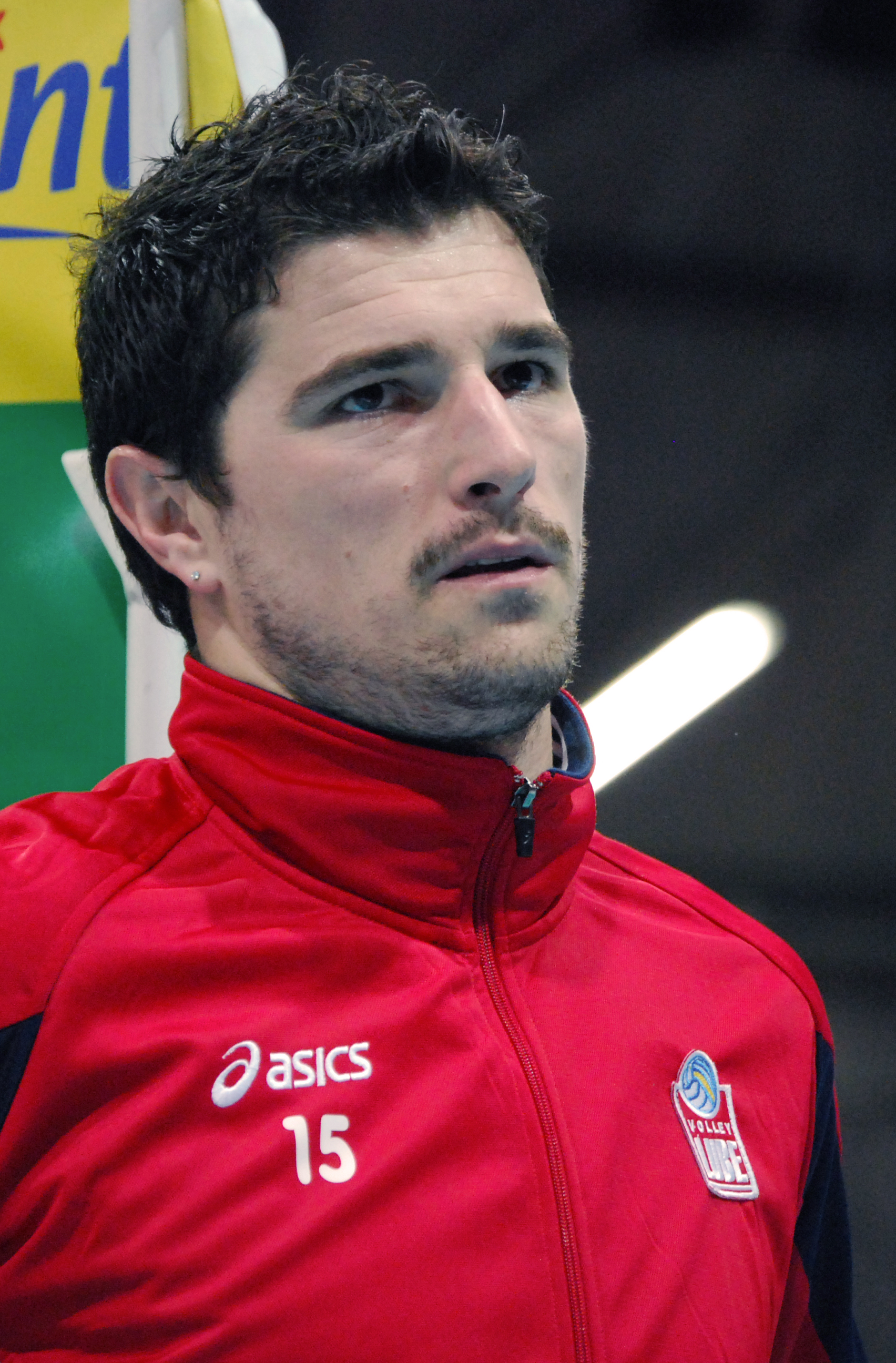